# Bart Boom
Bart Boom (Enter, 2 januari 1972) is een Nederlands voormalig wielrenner. 
Boom schopte het in zijn carrière niet tot een profploeg, maar kwam wel uit voor diverse teams in de top van het amateur wielrennen en het semi professionele wielrennen. Zo reed hij onder meer voor Team Löwik Meubelen. Zijn grootste overwinning boekte Boom in 2000, toen hij de Ronde van Overijssel op zijn naam schreef, de wielerkoers die door hem en het publiek als een thuiswedstrijd gezien werd. Het werd voor Boom tevens een revanche op de editie van 1998, toen hij in een sprint met twee verloor van de Deen Tayeb Braikia en zijn hele ploeg over zich heen kreeg.
In 2005 liet Boom zijn laatste grote kunstje zien. Nadat hij de PWZ Zuidenveldtour op zijn naam schreef, wist Boom derde te worden op het Nederlands kampioenschap voor elite renners zonder contract.
Bart Boom is de zoon van Albertus Boom, in 1969 wereldkampioen stayeren, en een neef van Hans Boom, in 1982 Nederlands kampioen op de weg.

## Belangrijkste overwinningen
2000
- Ronde van Overijssel